# HMS Blake (1945)
HMS Blake (C99) – brytyjski krążownik typu Tiger z okresu zimnej wojny. Budowę okrętu rozpoczęto jeszcze podczas II wojny światowej, jednak do służby wszedł dopiero w 1961 roku. Po przebudowie ponownie wszedł do służby w 1972 roku, jako krążownik śmigłowcowy. Wycofany ze służby w 1979 roku, złomowany w 1982 roku. Okręt nazwano imieniem brytyjskiego XVII wiecznego admirała Roberta Blaka.

## Projekt i budowa
17 sierpnia 1942 roku w stoczni Fairfield Shipbuilding and Engineering Company rozpoczęła się budowa kolejnego lekkiego krążownika typu Minotaur HMS „Blake”, w 1944 roku wstępnie otrzymał on imię HMS „Tiger”, aby w 1945 roku ostatecznie powrócić do nazwy „Blake”. Typ okrętu, który reprezentował nie był priorytetem dla Royal Navy, dlatego środki przeznaczone na jego budowę przeznaczono na budowę bardziej potrzebnych jednostek eskortowych. Wodowanie częściowo wykończonej jednostki nastąpiło 20 grudnia 1945 roku. W lipcu 1946 roku wstrzymano budowę wszystkich trzech okrętów serii, a ich kadłuby zakonserwowano do czasu podjęcia ostatecznych decyzji. W 1951 roku podjęto wstępną decyzję o kontynuowaniu budowy okrętów, według nowego zmienionego projektu. Główne zmiany dotyczyły uzbrojenia, które miało składać się z nowych automatycznych dział kalibru 76 mm i 152 mm. W 1954 roku zatwierdzono harmonogram budowy, zgodnie z którym wszystkie okręty miały być oddane do służby w 1959 roku. W 1955 roku zatwierdzono plany nowych okrętów. Przedłużająca się budowa sprawiła, że „Blake” wszedł do służby dopiero w 1961 roku. 
Pierwotnie uzbrojenie główne okrętu stanowiły cztery armaty uniwersalne kalibru 152 mm w dwóch wieżach dwudziałowych, na dziobie i rufie. Armaty 152 mm Mk N 5 miały teoretyczną szybkostrzelność 20 strz./min, praktycznie do 15. Długość lufy wynosiła 50 kalibrów (L/50). Zasięg maksymalny wynosił 22 850 m. Kąt podniesienia do 78,5° umożliwiał strzelanie przeciwlotnicze. Strzelały one pociskami o masie 55,85 kg. Uzbrojenie uzupełniało sześć armat przeciwlotniczych 76 mm w trzech wieżach dwudziałowych: na dziobie w superpozycji i na śródokręciu, za drugim kominem, na każdej z burt. 

### Przebudowa
Po wejściu do służby, które miało miejsce 8 marca 1961 roku, okręt wszedł w skład Home Fleet, służył także w Mediterranean Fleet. 21 lutego 1963 roku po zakończeniu remontu został odstawiony do rezerwy. W tym czasie Royal Navy zgłosiła zapotrzebowanie na okręty dowodzenia zespołami flot ze śmigłowcami na pokładzie. W 1964 roku rozpoczęto prace nad projektem przebudowy krążowników typu Tigre na śmigłowcowce. W 1965 roku w stoczni HM Doskyard rozpoczęła się przebudowa HMS „Blake”. W 1966 roku na okręcie wybuchł pożar, którego skutkiem było zwiększenie kosztów i znaczne opóźnienie przebudowy. Podczas przebudowy zdemontowano rufową wieżę dział 152 mm i dwie burtowe wieże dział 76 mm. W miejscu rufowej nadbudówki i wieży zabudowano duży hangar dla śmigłowców i lądowisko na rufie. W miejscu burtowych wież dział 76 mm zamontowano natomiast dwie czteroprowadnicowe wyrzutnie pocisków przeciwlotniczych bliskiego zasięgu Sea Cat, służące do samoobrony, o zasięgu do 3,4 mili morskiej i pułapie do 914 m. „Blake” początkowo przenosił cztery śmigłowce do zwalczania okrętów podwodnych Westland Wessex HAS Mk 1, a następnie Westland Sea King HAS Mk 1.

## Służba
21 listopada 1968 roku rozpoczęły się próby morskie okrętu. Okręt wszedł do służby 23 kwietnia 1969 roku, jako jednostka flagowa Floty Zachodniej (Western Fleet). Pod koniec 1969 roku „Blake” brał udział w testach nowego samolotu pionowego startu i lądowania Harrier. 23 lutego 1970 roku wyruszył w rejs dookoła świata. Podczas tego rejsu uczestniczył w dużych manewrach na Dalekim Wschodzie wraz z 50 innymi okrętami.
Awaria siłowni okrętowej zmusiła go to wcześniejszego opuszczenia manewrów. Pod koniec 1970 roku rozpoczął służbę na Dalekim Wschodzie, następnie pod koniec 1971 roku operował w rejonie zachodniego wybrzeża Stanów Zjednoczonych i Karaibów. W styczniu 1972 roku wraz z innymi okrętami pomagał brytyjskiemu garnizonowi w opuszczeniu Malty. Od 1974 roku ponownie stacjonował na Dalekim Wschodzie, gdzie pełnił funkcję jednostki flagowej Pierwszej Flotylli. W tym czasie wraz z zespołem okrętów wziął udział w kolejnym rejsie dookoła świata. Między 1976 a 1977 rokiem przechodził remont. W czerwcu 1977 roku wziął udział na redzie Spithead w uroczystej paradzie floty z okazji srebrnego jubileuszu królowej Elżbiety II. 
Okręt wycofano ze służby 6 grudnia 1979 roku. W maju 1980 roku przeszedł remont, po którym wszedł w skład Floty Rezerwowej. 25 sierpnia 1982 roku okręt został za 120 tysięcy funtów sprzedany na złom.